# 山田康太
山田 康太（やまだ こうた、1999年7月10日 - ）は、神奈川県藤沢市出身のプロサッカー選手。Jリーグ・横浜FC所属。ポジションはフォワード、ミッドフィールダー。

## 略歴
小学生時代から横浜F・マリノスのアカデミーで育つ。横浜F・マリノスユース在籍中の2017年にトップチームに2種登録選手に登録されると、5月3日のルヴァンカップ・ヴァンフォーレ甲府戦でトップチーム初出場。6月21日の天皇杯・FC大阪戦では先発起用された。9月4日、翌シーズンのトップチーム昇格が発表された。
2018年、横浜F・マリノスへ加入。3月14日、ルヴァンカップ第2節のベガルタ仙台戦でプロとして公式戦初出場。4月28日、リーグ第11節の鹿島アントラーズ戦に先発出場し、J1リーグデビュー。6月5日、先述の鹿島戦で規定の出場時間を満たしたため、プロA契約を締結。7月23日、第17節のFC東京戦でリーグ戦初得点を決めた。
2019年6月23日、第16節の松本山雅FC戦で今季初出場を果たした。同年8月13日、名古屋グランパスへの期限付き移籍が発表された。
12月26日、2020シーズンの水戸ホーリーホックへの期限付き移籍が発表された。
2020年12月24日、2021シーズンのモンテディオ山形への期限付き移籍が発表された。
2021年6月26日、J2第20節のツエーゲン金沢戦の前半9分の自身のゴールが6月度J2月間ベストゴールに選出された。また、山形ではシーズン通してレギュラーで活躍した。12月24日、モンテディオ山形への完全移籍が発表された。 
2022年4月17日、J2第10節のFC町田ゼルビア戦の後半35分の自身のゴールが4月度J2月間ベストゴールに選出された。
11月24日、2023年より柏レイソルへの完全移籍が発表された。
2024年よりガンバ大阪へ完全移籍。5月26日、第16節のFC東京戦でJ1リーグ戦6年ぶりとなる移籍初ゴールとなる決勝点を決めて勝利に貢献。
2025年2月22日に不適切なSNSの使用による他者への迷惑行為があったことが明らかになり、当面の間チームから離脱することをガンバ大阪が発表した。
2025年3月3日に横浜FCへ完全移籍。背番号は「76」に決定した。

## 所属クラブ
- 大越SSS（藤沢市立大越小学校）
- 横浜F・マリノスプライマリー（藤沢市立大越小学校）
- 2012年 - 2014年 横浜F・マリノスジュニアユース（藤沢市立善行中学校）
- 2015年 - 2017年 横浜F・マリノスユース（神奈川県立上矢部高等学校）
  - 2017年  横浜F・マリノス（2種登録選手）
- 2018年 - 2021年  横浜F・マリノス
  - 2019年8月 - 同年12月  名古屋グランパス（期限付き移籍）
  - 2020年  水戸ホーリーホック（期限付き移籍）
  - 2021年 -  モンテディオ山形 （期限付き移籍）
- 2022年  モンテディオ山形
- 2023年   柏レイソル
- 2024年 - 2025年3月   ガンバ大阪
- 2025年3月 -  横浜FC

## 個人成績
| 国内大会個人成績 | 国内大会個人成績 | 国内大会個人成績 | 国内大会個人成績 | 国内大会個人成績 | 国内大会個人成績 | 国内大会個人成績 | 国内大会個人成績 | 国内大会個人成績 | 国内大会個人成績 | 国内大会個人成績 | 国内大会個人成績 |
| 年度             | クラブ           | 背番号           | リーグ           | リーグ戦         | リーグ戦         | リーグ杯         | リーグ杯         | オープン杯       | オープン杯       | 期間通算         | 期間通算         |
| 年度             | クラブ           | 背番号           | リーグ           | 出場             | 得点             | 出場             | 得点             | 出場             | 得点             | 出場             | 得点             |
| 日本             | 日本             | 日本             | 日本             | リーグ戦         | リーグ戦         | リーグ杯         | リーグ杯         | 天皇杯           | 天皇杯           | 期間通算         | 期間通算         |
| ---------------- | ---------------- | ---------------- | ---------------- | ---------------- | ---------------- | ---------------- | ---------------- | ---------------- | ---------------- | ---------------- | ---------------- |
| 2017             | 横浜FM           | 41               | J1               | 0                | 0                | 2                | 0                | 1                | 0                | 3                | 0                |
| 2018             | 横浜FM           | 38               | J1               | 8                | 1                | 7                | 0                | 0                | 0                | 15               | 1                |
| 2019             | 横浜FM           | 14               | J1               | 1                | 0                | 5                | 0                | 1                | 0                | 7                | 0                |
| 2019             | 名古屋           | 37               | J1               | 0                | 0                | 0                | 0                | 0                | 0                | 0                | 0                |
| 2020             | 水戸             | 7                | J2               | 35               | 3                | -                | -                | -                | -                | 35               | 3                |
| 2021             | 山形             | 14               | J2               | 42               | 8                | -                | -                | 1                | 0                | 43               | 8                |
| 2022             | 山形             | 10               | J2               | 35               | 5                | -                | -                | 0                | 0                | 35               | 5                |
| 2023             | 柏               | 11               | J1               | 27               | 0                | 4                | 1                | 5                | 0                | 36               | 1                |
| 2024             | G大阪            | 9                | J1               | 23               | 4                | 1                | 0                | 5                | 2                | 29               | 6                |
| 2025             | G大阪            | 14               | J1               | 0                | 0                | -                | -                | -                | -                | 0                | 0                |
| 2025             | 横浜FC           | 76               | J1               |                  |                  |                  |                  |                  |                  |                  |                  |
| 通算             | 日本             | 日本             | J1               | 59               | 5                | 19               | 1                | 12               | 2                | 80               | 8                |
| 通算             | 日本             | 日本             | J2               | 112              | 16               | -                | -                | 1                | 0                | 113              | 16               |
| 総通算           | 総通算           | 総通算           | 総通算           | 171              | 21               | 19               | 1                | 13               | 2                | 203              | 24               |

- 2017年は2種登録選手。

その他の公式戦
- 2022年 
  - J1参入プレーオフ 2試合1得点

出場歴
- 公式戦初出場 - 2017年4月12日 ルヴァンカップGS第2節 vsヴィッセル神戸（ニッパツ三ツ沢球技場）
- Jリーグ初出場 - 2018年4月28日 J1第11節 vs鹿島アントラーズ（日産スタジアム）
- Jリーグ初得点 - 2018年7月22日 J1第17節 vsFC東京（味の素スタジアム）

## タイトル

### クラブ
横浜F・マリノスユース
- 日本クラブユースサッカー選手権（U-18）大会：1回（2015年）

### 代表
神奈川県選抜
- 国民体育大会：1回（2015年）

### 個人
- J2月間ベストゴール : 2回 (2021年6月、2022年4月)

## 代表歴
- U-18日本代表
  - U18リスボン国際トーナメント（2017年）
  - U19-Four Nations（2017年）
- U-19日本代表
  - インドネシア遠征（2018年）
  - ロシア遠征（2018年）
  - メキシコ遠征（2018年）
  - AFC U-19選手権（2018年）
  - ブラジル遠征（2018年）
- U-20日本代表
  - 欧州遠征（2019年）
  - FIFA U-20ワールドカップ（2019年）